# Baltikum

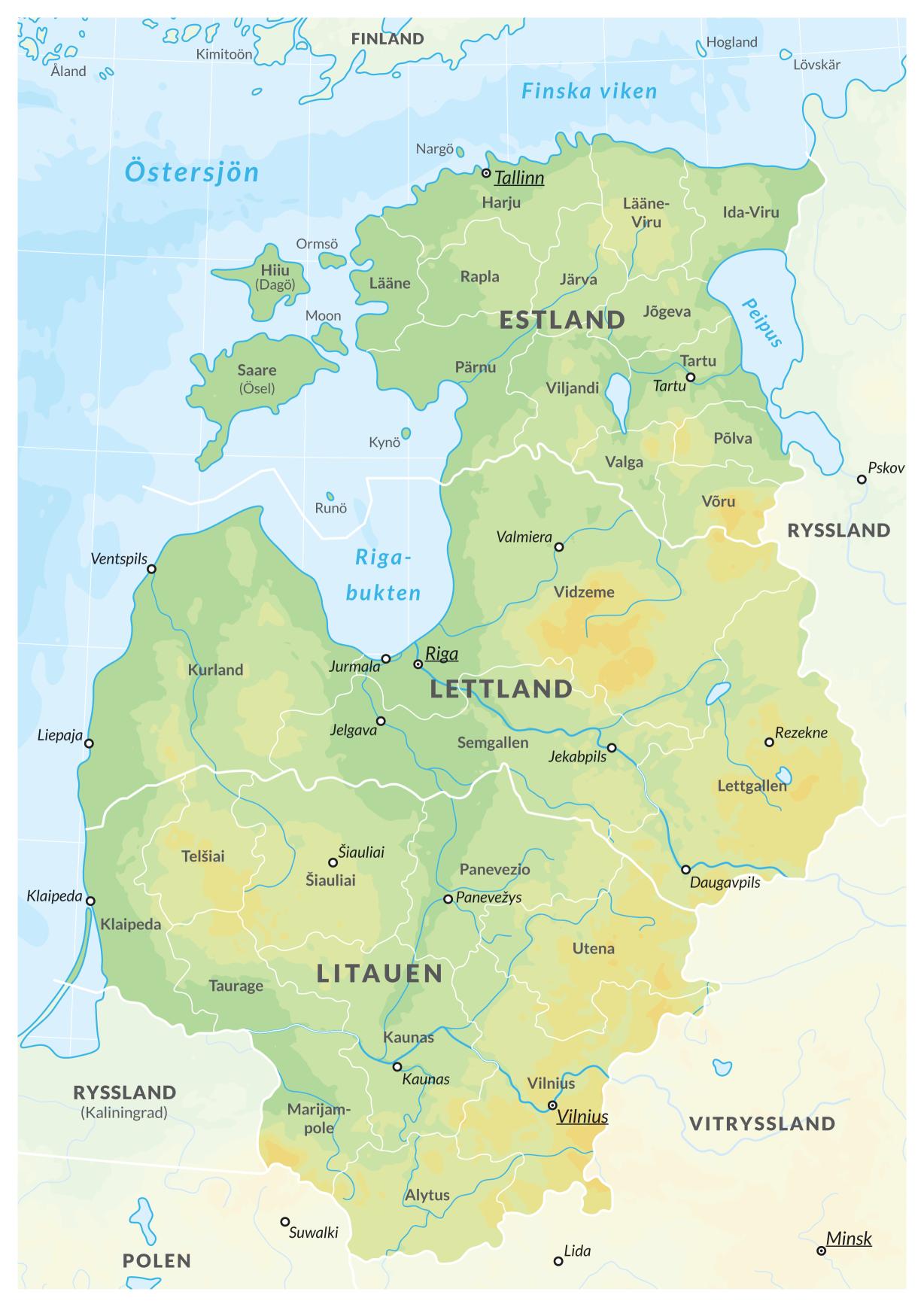
De baltiska länderna.

Baltikum, mera sällan Balticum, är ett geografiskt område vid sydöstra östersjökusten. Det omfattar de tre staterna Estland, Lettland och Litauen, med en sammanlagd yta på cirka 175 000 kvadratkilometer och drygt 6 miljoner invånare (2020). 
Det officiella språket i Estland är det finsk-ugriska språket estniska, medan de officiella statsspråken i Lettland och Litauen är de båda baltiska språken lettiska och litauiska, respektive. Det finns en betydande ryskspråkig minoritet i Estland och Lettland.

## Geografi
Baltikum ligger mellan Ryssland, Belarus och Polen. Det har sjögräns mot Finland och Sverige. Området präglas i väster och norr av den långa östersjökusten. Baltikum ligger i gränszonen mellan Central-, Nord- och Östeuropa. Historiskt har området ofta styrts av länder med hemvist eller ursprung i dessa områden (Norden: Danmark och Sverige; Centraleuropa: Polen och Tyska orden; Östeuropa: Ryssland och Sovjetunionen).
Baltikum började befolkas omkring 11 000 f.kr. Området har länge bebotts av folk som talat baltiska eller finsk-ugriska språk. I norr har de finsk-ugriska språken dominerat (estniska och liviska); och i söder de baltiska språken (lettiska, litauiska; och tidigare även prusiska och kuriska).
Regionen har ett tempererat klimat (varmtempererat närmare Östersjön, kalltemperat i öster). Hela området har vintertid vanligen minusgrader och snö.

## Historik

### Bakgrund och etymologi
Baltia omtalades först av den grekiske författaren Xenofon från Lampsakos såsom en ofantlig ö, belägen på tre dagsresors avstånd från kusten av Skytien, det vill säga Germaniens norra kust. Andra grekiska författare nämner ett annat Baltia såsom liggande på västkusten av Schleswig eller Holstein, möjligen åsyftades någon av de ostfrisiska eller slesvigska öarna. Också den romerske författaren och naturfilosofen Plinius den äldre talar om en ö vid namn Baltia. I nyare tid har man antagit, att med detta namn skulle betecknas än skandinaviska halvön, än halvön Samland på preussiska kusten, norr om dagens Kaliningrad.
Mellan omkring 700-1000 e.kr. härjade svear från Roslagen och Mälardalen      Baltikums kuster och begärde tribut. Handels stationer upprättades också av dom sjögående folken på vägen i österled.
Hos Adam av Bremen (1000-talet) förekommer benämningen Baltiska havet (Mare Balticum) för Östersjön.
Sannolikt kommer orden Baltia och Balticum av samma rot som latinets ba'lteus, "bälte". Adam av Bremen anser att Baltiska havet har fått detta namn eftersom det är format som ett bälte. Enligt en annan tolkning kan namnet Mare Balticum tydas som det hav man når genom att segla genom Bälten (Stora Bält, Lilla Bält eller Fehmer Bält).

### Medeltiden, till 1600-talet
Området var under medeltiden befolkat av en blandning av östersjöfinska och baltiska folk. I norr etablerade Danmark på 1200-talet besittningar, medan Litauen etablerades som en självständig stat (senare i union med Polen) i söder. Under senmedeltiden kristnades området, och även Tyska orden lade under sig stora baltiska landområden.
På 1500- och 1600-talet ersatte Sverige Danmark och Tyska orden som herrar över den norra delen av området, samtidigt som Polens inflytande växte i söder genom personalunionen med Litauen. Ostpreussen kvarstod dock som tyskt område längst i sydväst. Mellan de svensk- och polsk-litauiska intresseområdena etablerades för en tid det självständiga furstendömet Kurland. Den dominerande religionen i det svenskkontrollerade området övergick under denna tid från katolicism till protestantism.

### Ryskt inflytande
Under 1700-talet ersattes den polska och svenska kontrollen över området successivt av ett expansivt Ryssland. Det ryska inflytandet stärktes via inflyttning av ryssar, främst till större städer i norr och i de centrala delarna.
Efter första världskriget etablerades de självständiga staterna Estland, Lettland och Litauen. Trots liberala författningar av nordiskt snitt drev ekonomiska problem de färska ländernas politik mot enpartistyre och diktatur. De klämdes dessutom mellan två expansionistiska och revanschistiska stater – Nazityskland (som ville utplåna Versaillesfredens resultat) och Stalins Sovjetunionen (vars föregångare Ryssland efter kriget förlorat stora landområden). Under andra världskriget ockuperades området i omgångar av dessa länder, och efter kriget inlemmades de tre länderna för lång tid i Sovjetunionen som sovjetrepubliker. Samtidigt delades Ostpreussen mellan en nordlig sovjetisk (Kaliningrad oblast) och en sydlig del (till Polen).
Sovjetunionens sammanbrott i början på 1990-talet innebar att de tre baltiska staterna kunde återupprättas. År 1992 fick de baltiska länderna ta emot Polarpriset tillsammans med Paul McCartney. Det är enda gången ett geografiskt område och länder tagit emot priset. Därefter har alla tre länderna orienterat sig mot väster och Europa, som medlemmar i både EU och Nato; de stora rysktalande minoriteterna i främst Estland och Lettland (totalt en miljon i de tre länderna) är endast delvis integrerade i det estniska respektive det lettiska samhället.